# De groenteverkoopster (Audley End House)
De groenteverkoopster (Engels: The Vegetable Seller) is een schilderij in Audley End House in Engeland. Het anonieme en ongedateerde doek wordt sinds de restauratie toegeschreven aan de 16e-eeuwse kunstenaar Joachim Beuckelaer of zijn omgeving.

## Historiek
Het schilderij toont een vrouw alleen die naar de kijker blikt tussen haar uitgestalde koopwaar. Het werd in de 18e eeuw verworven door Sir John Griffin Griffin (en) voor zijn landhuis Audley End. Daar werd het ingrijpend overschilderd tijdens een ongelukkige restauratie in de 18e of 19e eeuw, die bovenaan ook nog een strook lucht toevoegde, waarschijnlijk om in een vierkant kader te passen. Tijdens een restauratie door English Heritage in 2019-2021 werd de strook weer verwijderd. Ook de overschilderingen werden weggenomen, zodat vanonder het glimlachende gezicht weer de oorspronkelijke, meer terughoudende en enigmatische uitdrukking tevoorschijn kwam. Op basis van stilistische en technische overeenkomsten menen de restaurateurs dat het werk nauw verband houdt met Joachim Beuckelaer, die er mogelijk zelf de auteur van is. De eerdere hypothese van een 18e-eeuwse kopie werd verlaten. Het schilderij werd in 2021 terug aan de muur geplaatst, nadat het zestig jaar in depot had gezeten.

## Voetnoten
1. ↑  English Heritage returns 450-year-old painting to Audley End following transformative restoration by conservators, English Heritage, 16 juli 2021. Gearchiveerd op 4 juli 2022.